# Konstantin Iossifowitsch Kossatschew

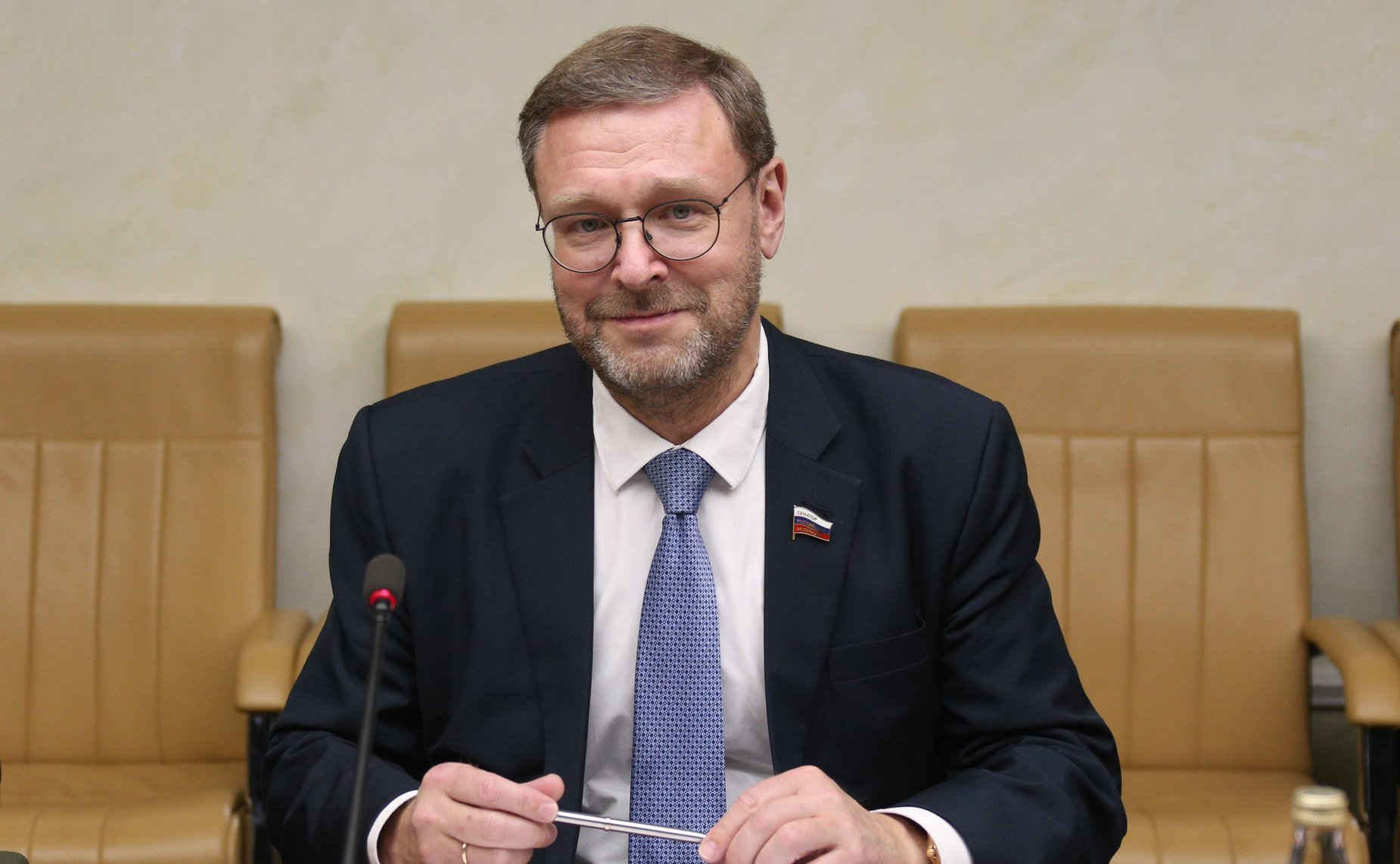
Konstantin Kossatschew (2021)

Konstantin Iossifowitsch Kossatschew (russisch Константи́н Ио́сифович Косаче́в; * 17. September 1962 im Dorf Mamontowka, Rajon Puschkinski, Oblast Moskau, RSFSR, UdSSR) ist ein russischer Politiker und seit 2021 stellvertretender Vorsitzender des Föderationsrates von Russland.

## Leben
Kossatschew absolvierte 1984 das Moskauer Staatliche Institut für Internationale Beziehungen mit Auszeichnung. 
Von 1991 bis 1994 war er Erster Sekretär der russischen Botschaft in Schweden.
Von 1999 bis 2014 saß Kossatschew als Abgeordneter in der russischen Staatsduma. Im September 2015 wurde er zum Regierungsvertreter der autonomen Republik Mari El im Föderationsrat Russlands.
Am 17. März 2021 wurde Kossatschew zum stellvertretenden Vorsitzenden des Föderationsrates gewählt.